# Liga Mexicana de Béisbol 1973
La Temporada 1973 de la Liga Mexicana de Béisbol fue la edición número 49. Por cuarto año consecutivo la liga tuvo una expansión, en esta ocasión de 14 a 16 equipos. Por primera vez en la historia de la liga se implementó el sistema de playoffs clasificando 4 equipos por cada zona para determinar al equipo campeón, a diferencia de los tres años anteriores en donde los equipos que terminaban en primer lugar de cada zona jugaban una Serie Final por el campeonato de la liga. Los equipos de expansión fueron los Dorados de Chihuahua que ya habían tenido una breve participación en 1940 y los Indios de Ciudad Juárez que debutaban en la liga, el resto de los equipos se mantenían en su sede. 
Debido a que los dos equipos de expansión se ubican geográficamente al norte del país, los Charros de Jalisco pasan de jugar de la Zona Norte  a la Zona Sur. El equipo de Estibadores de Tampico retoma el nombre original del club cuando entró a la liga, por lo que pasaron a llamarse Alijadores de Tampico.
Los equipos continúan divididos en la Zona Norte y Zona Sur, pero por primera vez se subdividen en la división este y oeste con cuatro equipos cada una. 
En la Serie Final los Diablos Rojos del México obtuvieron el cuarto campeonato de su historia al derrotar en 7 juegos a los Saraperos de Saltillo. El mánager campeón fue Wilfredo Calviño.

## Equipos participantes
| Liga Mexicana de Béisbol 1973 |          |                              |           |                          |                       |           |
| Zona                          | División | Equipo                       | Fundación | Ciudad                   | Estadio               | Capacidad |
| Norte                         | Este     | Alijadores de Tampico        | 1937      | Tampico, Tamaulipas      | Alijadores            | 7,000     |
| Norte                         | Este     | Bravos de Reynosa            | 1963      | Reynosa, Tamaulipas      | Adolfo López Mateos   | 10,000    |
| Norte                         | Este     | Piratas de Sabinas           | 1971      | Sabinas, Coahuila        | Sabinas               | 4,000     |
| Norte                         | Este     | Sultanes de Monterrey        | 1939      | Monterrey, Nuevo León    | Cuauhtémoc            | 8,000     |
| Norte                         | Oeste    | Algodoneros de Unión Laguna  | 1940      | Gómez Palacio, Durango   | Rosa Laguna           | 6,000     |
| Norte                         | Oeste    | Dorados de Chihuahua         | 1936      | Chihuahua, Chihuahua     | Manuel L. Almanza     | 8,000     |
| Norte                         | Oeste    | Indios de Ciudad Juárez      | 1936      | Ciudad Juárez, Chihuahua | Cruz Blanca           | 5,000     |
| Norte                         | Oeste    | Saraperos de Saltillo        | 1970      | Saltillo, Coahuila       | Francisco I. Madero   | 16,000    |
| Sur                           | Este     | Cafeteros de Córdoba         | 1934      | Córdoba, Veracruz        | "Beisborama"          | 12,000    |
| Sur                           | Este     | Diablos Rojos del México     | 1940      | México, D. F.            | Seguro Social         | 25,000    |
| Sur                           | Este     | Leones de Yucatán            | 1954      | Mérida, Yucatán          | Carta Clara           | 9,000     |
| Sur                           | Este     | Rojos del Águila de Veracruz | 1903      | Veracruz, Veracruz       | Deportivo Veracruzano | 12,000    |
| Sur                           | Oeste    | Charros de Jalisco           | 1946      | Guadalajara, Jalisco     | Tecnológico de la UDG | 4,000     |
| Sur                           | Oeste    | Pericos de Puebla            | 1938      | Puebla, Puebla           | Hermanos Serdán       | 12,112    |
| Sur                           | Oeste    | Petroleros de Poza Rica      | 1958      | Poza Rica, Veracruz      | Heriberto Jara Corona | 10,000    |
| Sur                           | Oeste    | Tigres Capitalinos           | 1955      | México, D. F.            | Seguro Social         | 25,000    |

## Posiciones
| Zona Norte     | Zona Norte    | Zona Norte    | Zona Norte    | Zona Norte    |
| División Este  | División Este | División Este | División Este | División Este |
| Equipo         | JG            | JP            | PCT           | JV            |
| -------------- | ------------- | ------------- | ------------- | ------------- |
| Tampico        | 74            | 56            | .569          | -             |
| Reynosa        | 67            | 66            | .504          | 8.5           |
| Monterrey      | 66            | 68            | .493          | 10.0          |
| Sabinas        | 51            | 81            | .386          | 24.0          |
| División Oeste |               |               |               |               |
| Equipo         | JG            | JP            | PCT           | JV            |
| Saltillo       | 86            | 45            | .656          | -             |
| Unión Laguna   | 65            | 65            | .500          | 20.5          |
| Ciudad Juárez  | 55            | 78            | .414          | 32.0          |
| Chihuahua      | 45            | 87            | .341          | 41.5          |

| Zona Sur       | Zona Sur      | Zona Sur      | Zona Sur      | Zona Sur      |
| División Este  | División Este | División Este | División Este | División Este |
| Equipo         | JG            | JP            | PCT           | JV            |
| -------------- | ------------- | ------------- | ------------- | ------------- |
| México         | 79            | 55            | .590          | -             |
| Águila         | 66            | 62            | .516          | 10.0          |
| Yucatán        | 60            | 74            | .448          | 19.0          |
| Córdoba        | 53            | 79            | .402          | 25.0          |
| División Oeste |               |               |               |               |
| Equipo         | JG            | JP            | PCT           | JV            |
| Jalisco        | 79            | 52            | .603          | -             |
| Poza Rica      | 79            | 53            | .598          | 0.5           |
| Puebla         | 71            | 62            | .534          | 9.0           |
| Tigres         | 59            | 72            | .450          | 20.0          |

| Clasificado a los playoffs |

## Juego de Estrellas
El Juego de Estrellas de la LMB se realizó el 31 de mayo en el Parque del Seguro Social en México, D. F. La selección de Mexicanos se impuso a la selección de Extranjeros 11 carreras a 7.

## Play-offs
|  | Primer Play off | Primer Play off |          |   | Finales de zona | Finales de zona |  |  | Serie Final | Serie Final |
|  |                 |                 |          |   |                 |                 |  |  |             |             |
|  |                 |                 |          |   |                 |                 |  |  |             |             |
|  |                 |                 |          |   |                 |                 |  |  |             |             |
|  |                 |                 |          |   |                 |                 |  |  |             |             |
|  | Unión Laguna    | 0               |          |   |                 |                 |  |  |             |             |
|  | Unión Laguna    | 0               |          |   |                 |                 |  |  |             |             |
|  | Tampico         | 3               |          |   |                 |                 |  |  |             |             |
|  | Tampico         | 3               | Tampico  | 2 |                 |                 |  |  |             |             |
|  | Zona Norte      |                 | Tampico  | 2 |                 |                 |  |  |             |             |
|  |                 | Saltillo        | 3        |   |                 |                 |  |  |             |             |
|  | Reynosa         | Saltillo        | 3        | 1 |                 |                 |  |  |             |             |
|  | Reynosa         |                 |          | 1 |                 |                 |  |  |             |             |
|  | Saltillo        | 3               |          |   |                 |                 |  |  |             |             |
|  | Saltillo        | 3               | Saltillo | 3 |                 |                 |  |  |             |             |
|  |                 |                 | Saltillo | 3 |                 |                 |  |  |             |             |
|  |                 | México          | 4        |   |                 |                 |  |  |             |             |
|  | Poza Rica       | México          | 4        | 1 |                 |                 |  |  |             |             |
|  | Poza Rica       |                 |          | 1 |                 |                 |  |  |             |             |
|  | México          | 3               |          |   |                 |                 |  |  |             |             |
|  | México          | 3               | México   | 3 |                 |                 |  |  |             |             |
|  | Zona Sur        |                 | México   | 3 |                 |                 |  |  |             |             |
|  |                 | Águila          | 1        |   |                 |                 |  |  |             |             |
|  | Águila          | Águila          | 1        | 3 |                 |                 |  |  |             |             |
|  | Águila          |                 |          | 3 |                 |                 |  |  |             |             |
|  | Jalisco         | 0               |          |   |                 |                 |  |  |             |             |
|  | Jalisco         | 0               |          |   |                 |                 |  |  |             |             |

## Designaciones
Se designó como novato del año a Francisco Barrios  de los Charros de Jalisco.

## Acontecimientos relevantes
- 10 de marzo: Se inauguró el Salón de la Fama del Béisbol Profesional de México.
- 30 de marzo: Miguel Suárez de los Diablos Rojos del México conecta su Hit 10 de manera consecutiva, en Mérida, Yucatán; siendo el primer mexicano en lograr la proeza.
- 8 de abril: Silvano Quezada de los Alijadores de Tampico comenzó una cadena de 16 triunfos consecutivos, racha que inició en contra de los Indios de Ciudad Juárez, récord vigente.
- 16 de mayo: Leones de Yucatán (6) y Alijadores de Tampico (4) imponen marca (aún vigente) de más bases intencionales recibidas en un juego con 10. Fue en el primero de un doble juego.
- 19 de junio: Tigres Capitalinos derrota a Silvano Quezada de los Alijadores de Tampico por 4-1 y frena su racha de 16 victorias consecutivas.
- Julio Cruz de los Leones de  Yucatán perdió 11 juegos consecutivos, imponiendo marca, hasta entonces.[2]